# Yosemite Falls
Die Yosemite Falls gehören zu den höchsten und bekanntesten Wasserfällen der Welt. Sie befinden sich im Yosemite-Nationalpark in Kalifornien, USA.
Mit einer Gesamthöhe von 739 m werden die in den Bergen der Sierra Nevada gelegenen, dreiteiligen Yosemite Falls oft als die höchsten Wasserfälle von Nordamerika gesehen, auch wenn es einige andere Fälle gibt, die höher sind, jedoch weit weniger bzw. nur zeitweise überhaupt Wasser führen (s. a.).
Das Wasser des Yosemite Creek fällt zuerst an den Upper Falls 435 m an einer steilen Felswand hinunter. Dann folgt eine Serie kleinerer Wasserfälle und Stromschnellen, die aus der Ferne kaum zu sehen sind. Diese Kaskaden (Middle Cascades) haben eine Fallhöhe von 206 m. Anschließend folgen die 98 m hohen Lower Falls, bevor das Wasser im Tal in den Merced River fließt.
Die Lower Falls sind am Talboden leicht zu erreichen und entsprechend gut besucht. Ein 5,5 km langer, steiler und anstrengender Wanderweg führt von dort zum oberen Ende des Wasserfalls. Zu den Upper Falls führen auch mehrere Wanderwege von Norden, ausgehend von der Tioga Road.
In Jahren mit wenig Schneefall fließt im Spätsommer nur wenig oder gar kein Wasser über die Yosemite Falls.

## Weblinks

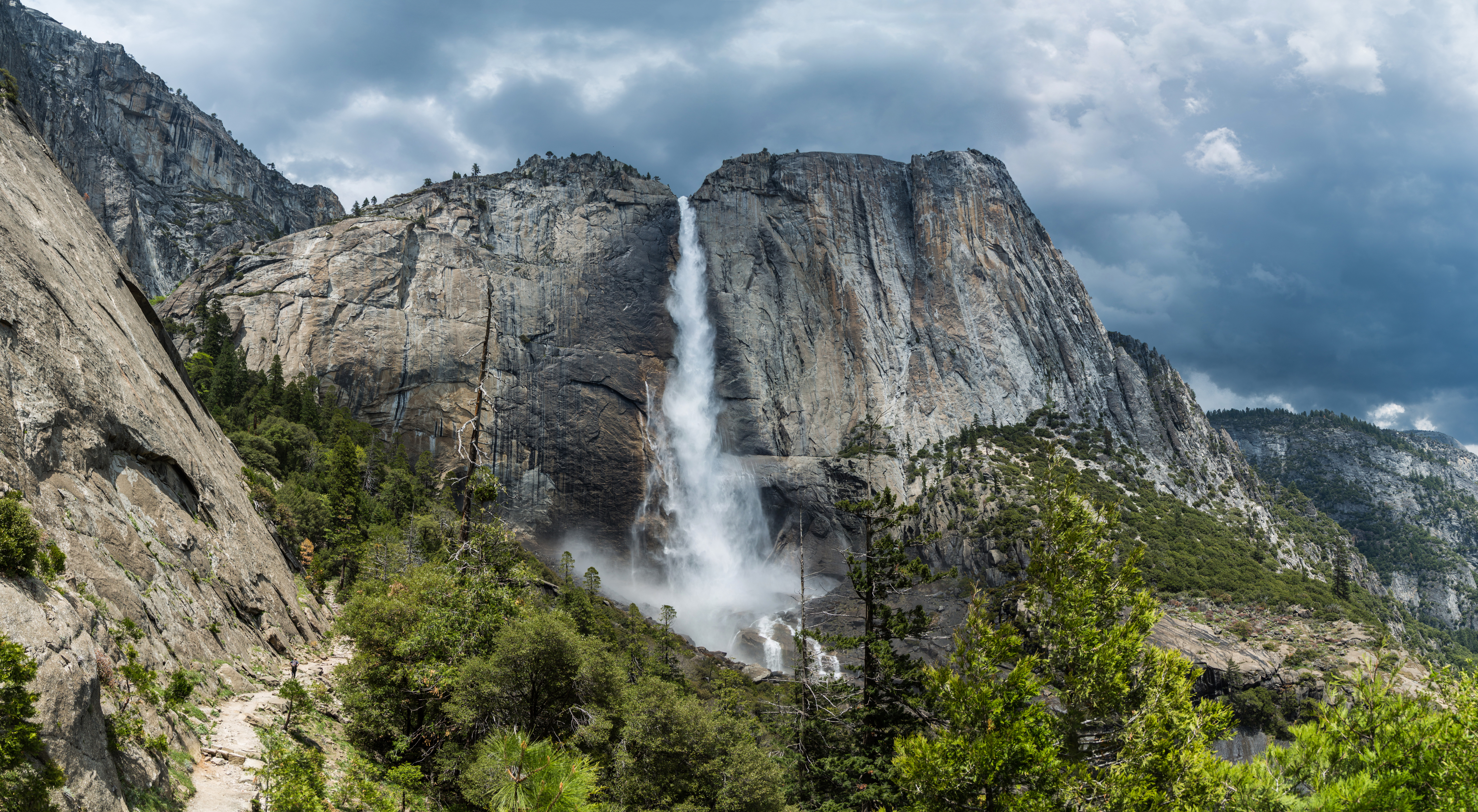
Upper Falls vom Wanderweg zum oberen Ende des Wasserfalls aus gesehen
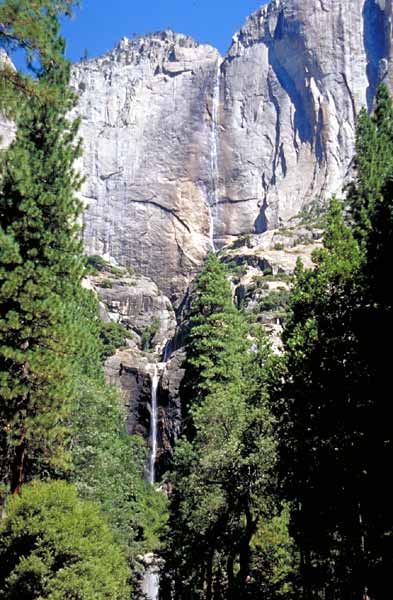
Upper Falls und Lower Falls mit wenig Wasser